# Gheorghe Flutur
Gheorghe Flutur (n. 8 iulie 1960, Botoșana, România) este un politician român, fost președinte interimar al PNL (în perioada 2 aprilie-10 aprilie 2022), președinte al Consiliului Județean Suceava, membru PNL care a îndeplinit funcția de Ministru al Agriculturii, Pădurilor și Dezvoltării Rurale în cadrul guvernului Tăriceanu, în perioada decembrie 2004 - octombrie 2006, Gheorghe Flutur a deținut funcția de prim-vicepreședinte al Partidului Național Liberal (PNL).

## Activitate profesională
Flutur este absolvent al Facultății de Silvicultură și Exploatări Forestiere Brașov. A fost șef al ocolului silvic din Direcția Silvică din Suceava între 1991 și 1997 și inginer silvic, Direcțiile Silvice Botoșani și Suceava. Ulterior, a fost director al Direcției Silvice Suceava între 1997 și 2000.

## Activitate politică
Gheorghe Flutur a deținut următoarele funcții politice:
- Senator de Suceava, 2000 - 2004: membru în comisia de Agricultură, Silvicultură și Industrie Alimentară; membru în grupurile parlamentare de prietenie cu Republica Austria, Republica Chile și Republica Cehă. Gheorghe Flutur a înregistrat 58 de luări de cuvânt în 39 de ședințe parlamentare și a inițiat 18 propuneri legislative, din care 4 au fost promulgate lege.
- Senator de Suceava, 2004 - 2008: Gheorghe Flutur a demisionat din Senat pe data de 23 iunie 2008 și a fost înlocuit de senatorul Ioan Gheorghe Mihețiu. Gheorghe Flutur a fost membru în grupul parlamentar de prietenie cu Republica Austria, a înregistrat 62 de luări de cuvânt în 42 de ședințe parlamentare și a inițiat 10 propuneri legislative, din care 1 a fost promulgată lege.
- Președinte PNL Suceava, 2001 - 2002
- Membru PNL între anii 2000-2006 - membru în conducerea Alianței D.A.
- Președinte PD-L Suceava 2007
- Președinte al Consiliului Județean Suceava, din 1 iunie 2008 în 2012
- Senator de Suceava PD-L/PNL, 2012-2016: Gheorghe Flutur a fost membru în grupurile parlamentare de prietenie cu Republica Orientală a Uruguayului, Republica Austria, Republica Peru și Republica Ecuador. Gheorghe Flutur a inițiat 50 de propuneri legislative, din care 2 au fost promulgate legi.
- Președinte al Consiliului Județean Suceava, din iunie 2016.

În urma alegerilor locale din 1 iunie 2008, senatorul Gheorghe Flutur a fost ales în funcția de președinte al Consiliului Județean Suceava cu 45,15% din totalul voturilor valid exprimate, față de contracandidatul său Gavril Mîrza (președinte în funcție al CJ Suceava), care a obținut 36,36% din voturi .
Pierde alegerile locale din 2012 în fața lui Cătălin Nechifor.
Câștigă alegerile locale din 2016 fiind ales de majoritatea PNL din CJ.
Câștigă alegerile locale din 2020 fiind ales de majoritatea PNL din CJ.